# El cielo (libro de Nona Fernández)
El cielo es el primer libro de la escritora chilena Nona Fernández, publicado en 2000 por la Editorial Cuarto Propio. Se trata de un libro de siete cuentos, algunos de los cuales ya habían sido editados en antologías de varios autores.

## Historia editorial
El libro fue publicado por primera vez en mayo de 2000 por la Editorial Cuarto Propio. En 2014 fue traducido al alemán por Anna Gentz bajo el nombre de Der Himmel y publicado en la editorial Wien Septime Verlag. En 2018 se publicó en la editorial argentina Caballo Negro Editora.
Los cuentos «Marion», «Blanca» y «El Cielo» ya habían sido publicados en 1996, 1997 y 1998, respectivamente, en las antologías Pasión por la música (LOM Ediciones), Cuentos extraviados (Alfaguara) y Queso de cabeza y otros cuentos (Alfaguara).

## Contenido
El libro, dedicado a su pareja Marcelo Leonart, quien a su vez tomó la fotografía de la portada original, contiene siete cuentos:
1. «Marion»
Un fotógrafo cuida de Marion, una mujer enferma que lo confunde con su antiguo protector.[8]
2. «Blanca»
Una chilena residente en Barcelona viaja a Santiago de Chile por el fallecimiento de su abuela Blanca. Allí conoce a un antiguo amor de esta última.[9]
3. «Emilia»
Un escritor viaja a una Argentina de carnaval para reencontrarse con Emilia, su antiguo amor, pero se encuentra con una prostituta alcoholizada.[10]
4. «El Cielo»
Una mujer alcohólica y maltratada cuida de un hombre herido y un maletín. El hombre la confunda con su amada.[11]
5. «Zapato roto»
Un cesante ya casi ha perdido toda esperanza de encontrar empleo, hasta que su esposa le dice que está embarazada.[12]
6. «Primero de noviembre»
Un poeta desaparecido se va a despedir de su padre, quien se rehúsa a morir hasta encontrarlo.[13]
7. «Maltés»
Una mujer se muda con su novio a la miserable ciudad del escritor Maltés, en búsqueda de inspiración para acabar su novela. Pero los ronda la muerte, la pobreza, los vicios y la locura.[14]